# Пюхяярви (озеро на российско-финляндской границе)
Пю́хя́ярви (фин. Pyhäjärvi) — озеро, расположенное на границе между Финляндией и Россией. Большая часть озера находится на территории Финляндии, исключение составляет юго-восточная часть озера, расположенная на территории Сортавальского района Республики Карелия.

## Общие сведения
Котловина ледниково-тектонического происхождения.
Большая часть акватории озера находится на территории Финляндии, через ряд проток и рек озеро соединяется с озером Сайма.
Рыбы: лосось, кумжа, сиг, ряпушка, щука, плотва, лещ, налим, окунь, ёрш.

## Бассейн
К бассейну Пюхяярви с российской стороны относятся озёра:
- Лиевяярви
- Корпиярви
- Суоярви